# Gerhard Uhlig
Gerhard Uhlig (* 1924 in Leipzig; † 2015 in Münster) war ein deutscher Maler, Grafiker, Fotograf und Kunstdidaktiker. Er war Schüler von Josef Hegenbarth, Max Schwimmer, Johannes Itten und Willi Baumeister.

## Leben
Nach dem II. Weltkrieg nahm Gerhard Uhlig im Alter von 21 Jahren ein Kunststudium auf und besuchte mehrere Hochschulen.
- 1945–1946: Hochschule der bildenden Künste Dresden (J. Hegenbarth)
- 1946–1948: Akademie für Grafik und Buchkunst/Staatliche Kunsthochschule Leipzig (Max Schwimmer)
- 1949: Staatliche Akademie der bildenden Künste München (Emil Preetorius)
- 1949–1953: Staatliche Akademie der bildenden Künste Stuttgart (Willi Baumeister)
- 1954–1956: Kunsthochschule Kassel (Johannes Itten)
- 1957–1961: Westfälische Wilhelms-Universität Münster

Uhlig bezeichnete Baumeister als einen seiner wichtigsten Lehrer: „Während meines Kunststudiums hat es zwei Lehrer gegeben, die meine Auffassung hinsichtlich des künstlerischen Tuns besonders beeinflußt haben: J. Hegenbarth und W. Baumeister. Beide waren Arbeiter, Künstlerallüren waren ihnen zuwider.“ So äußerte Willi Baumeister über seinen Schüler „Seine ursprüngliche künstlerische Neigung und Begabung führten durch einen selbstverständlichen Fleiß und Intensität zu den besten Resultaten meiner Klasse. Sie waren ausgezeichnet!“.
Im Jahr 1953 wurde Uhlig Kunsterzieher und ab 1969 Studiendirektor und Fachbeauftragter für Kunsterziehung in Münster.
In den 1960er Jahren entwickelte er Bildkompositionen, die präzise Volumen und Räume durch Lineaturen bilden und durch sparsam eingesetzte Farbpunkte akzentuiert sind. Sie werden von ihm nicht abstrakt genannt, weil sie auf der Mal- oder Zeichenfläche konkret als grafische oder farbige Gestalt existieren. Die Wirkung seiner bildhaften Kunst entsteht aus der Art der Beziehung von Formen und Farben zueinander. Die Lineaturen werden durch andere Werke vorwiegend der 1960er und 1970er Jahre ergänzt. Uhligs Collagen erinnern an die lange fast vergessenen seriellen und konkreten Arbeiten der „OP-Art“. Insbesondere sind die Könnerschaft und Genauigkeit dieser Arbeiten auffällig, die ihren Reiz nicht zuletzt aus dieser Präzision beziehen.

## Werke (Auswahl)
- 1948: o.T. „Drei Männer am Tisch“ Tuschezeichnung
- 1952: o.T. „Relieffiguren“ Zeichnung
- 1953: o.T. „Rot“ Gouache
- 1959: o.T. „Wandbild“ (Herford)
- 1960: o.T. „Blau“ Aquarell
- 1964: o.T. „Kreis mit zwei roten Punkten“ Tuschezeichnung/Collage
- 1966: o.T. „Objekt aus vier Kreisen“ Farbserigraphie
- 1972: o.T. „Passanten“ Zeichnung
- 1973: o.T. „Wandbild“ (Münster)
- 1977: o.T. „Nachdenkend“ Zeichnung

## Ausstellungen (Auswahl)

### Einzelausstellungen
- 1982/1983: Münster, Theatergalerie
- 1988: Münster, Etage
- 1992: Münster, Stadtmuseum
- 2011: Münster, Akad. Franz Hitze Haus[2]
- 2011: Münster, Bz.reg.
- 2019: Münster, Haus der Niederlande[3]
- 2019: Nottuln-Darup[4]
- 2019: Enschede (Niederlande)[5]
- 2023/2024: Gehrhard Uhlig – Empfindung und Reflexion,[6] Museum Haus Opherdicke, Holzwickede

### Gruppenausstellungen
- 1947: Leipzig, Junge Kunst
- 1957: Den Haag, Internat. Society for Education through Art
- 1966: Münster, Galerie Wilbrand
- 1966: Kassel, Galerie Ricke
- 1966: München, Galerie Leonhard
- 1968: Berlin, Galerie Wirth; Düsseldorf
- 1968: KV NRW (Städtebundausstellung)
- 1958–1980: jährlich in Recklinghausen